# Hilton (Name)
Hilton ist im englischen Sprachraum ein männlicher Vorname sowie ein Familienname.

## Namensträger

### Vorname
- Hilton Armstrong (* 1984), US-amerikanischer Basketballspieler
- Hilton Clarke (* 1979), australischer Radrennfahrer
- Hilton Forrest Deakin (1932–2022), australischer römisch-katholischer Bischof
- Hilton Edwards (1903–1982), irischer Schauspieler und Theaterregisseur
- John Hilton Edwards (1928–2007), britischer Humangenetiker
- Geoffrey Hylton Jarrett (* 1937), australischer Geistlicher und emeritierter Bischof von Lismore
- Hilton McConnico (1943–2018), US-amerikanischer Designer
- Hilton Ruiz (1952–2006), US-amerikanischer Jazz-Pianist und Komponist
- Hilton Schilder (* 1959), südafrikanischer Jazz- und Fusionmusiker

### Familienname
- Albert Hilton, Baron Hilton of Upton (1908–1977), britischer Gewerkschaftsfunktionär und Politiker (Labour Party)
- Anthony J. W. Hilton (* 1941), britischer Mathematiker
- Arthur Hilton (1897–1979), britisch-US-amerikanischer Filmeditor, Filmregisseur und -produzent
- Boyd Hilton (* 1944), britischer Historiker
- Brandon Hilton (* 1987), US-amerikanischer Singer, Songwriter, Model und Schauspieler
- Barron Hilton (1927–2019), US-amerikanischer Unternehmer
- Cara Hilton (* 1975), schottische Politikerin
- Chris Hilton (* 1967), deutscher Pornodarsteller
- Conrad Hilton (1887–1979), US-amerikanischer Hotelier
- Conrad Hilton Jr. (1926–1969), US-amerikanischer Manager
- Daisy und Violet Hilton (1908–1969), US-amerikanische siamesische Zwillinge
- Dave Hilton (* 1963), kanadischer Boxer
- Erika Hilton (* 1992), afrobrasilianische Transgender-Aktivistin und -Politikerin
- Francesca Hilton (1947–2015), US-amerikanische Autorin, Schauspielerin und Tochter von Zsa Zsa Gabor
- George Hilton (1934–2019), uruguayischer Schauspieler
- George W. Hilton († 2014), US-amerikanischer Historiker und Wirtschaftswissenschaftler
- Hanna Hilton (* 1984), US-amerikanische Pornodarstellerin
- Ian Hilton, britischer Kameramann
- James Hilton (1900–1954), britischer Schriftsteller
- Jamie Hilton, australischer Filmproduzent
- Jennifer Hilton, Baroness Hilton of Eggardon (* 1936), britische Labour Life Peer im House of Lords und Commander der Metropolitan Police in London
- John Hilton der Ältere († 1608), englischer Komponist
- John Hilton (Komponist) (1599–1657), englischer Komponist
- John Hilton (Footballspieler) (1942–2017), US-amerikanischer Footballspieler
- John Hilton (Tischtennisspieler) (* 1947), englischer Tischtennisspieler
- John Greenhalgh Hilton (1892–1965), britischer Big-Band Leader, Konzert- und Musicalproduzent, siehe Jack Hylton
- Kathy Hilton (* 1959), US-amerikanische Schauspielerin
- Lawrence Hilton-Jacobs (* 1953), US-amerikanischer Schauspieler und Sänger
- Lisa Hilton (* 19**), US-amerikanische Jazzmusikerin
- Marshal Hilton, US-amerikanischer Schauspieler und Synchronsprecher.
- Matthew Hilton (* 1965), kanadischer Boxer, Weltmeister IBF im Halbmittelgewicht
- Mike Hilton (* 1994), US-amerikanischer American-Football-Spieler
- Nicky Hilton (* 1983), US-amerikanisches Fotomodell, Unternehmerin und Designerin
- Ozzie Hilton (* um 1915), US-amerikanischer Badmintonspieler
- Paris Hilton (* 1981), US-amerikanische Hotelerbin, Designerin, Fotomodell, Schauspielerin, Sängerin und Unternehmerin
- Paul Hilton (* 1959), englischer Fußballspieler
- Perez Hilton (eigtl. Mario Armando Lavandeira Jr.) (* 1978), US-amerikanischer Blogger
- Peter Hilton (1923–2010), englischer Mathematiker
- Peter Hilton-Jones (1932–1994), neuseeländischer Rugby-Union-Spieler
- Richard Hilton (* 1955), US-amerikanischer Unternehmer
- Robert Benjamin Hilton (1821–1894), US-amerikanischer Jurist, Zeitungsbesitzer und -redakteur sowie konföderierter Offizier und Politiker
- Rodney Hilton (1916–2002), britischer Historiker
- Roger Hilton (1911–1975), britischer Maler
- Ronnie Hilton (1926–2001), englischer Popsänger
- T. Y. Hilton (* 1989), US-amerikanischer American-Football-Spieler
- Tyler Hilton (* 1983), US-amerikanischer Sänger
- Vitorino Hilton (* 1977), brasilianischer Fußballspieler
- William Hilton (1786–1839), britischer Maler